# Звіряковка
Звіряковка — історична місцевість в місті Люботин Харківської області, умовно обмежена вулицями Травневою, Пугачьова, Ревчанською, а також вулицею і провулком Змагання. 
До прокладки тут залізниці території на південь від маєтку пана Любицького (сучасної Любовки) були практично незаселені, через що й отримали назву «Звіряковка», тобто «заселена лише звірями». Після появи залізничної станції «Любовка» район був заселений. 
За іншою версією назва з’явилася вже після появи залізниці, від місцевих мешканців, що «наче звірі» грабували потяги, що проходили тут на невеликій швидкості.  
На сьогодні тут функціонує залізнична зупинка і переїзд, регулярно курсують автобуси, працює школа (Люботинська ЗОШ № 3) і кілька продуктових крамниць, але більша частина являє собою приватний сектор. 
Лінія сучасної залізниці раніше умовно розділяла Любовку і Звіряковку, але тепер вони практично злилися в єдиний район. З огляду на те, що залізнична зупинка тут носить назву Любовка саме ця назва наразі домінує, назву «Звіряковка» використовують лише старожили. 